# Liste der Biografien/Elb
Liste der Biografien |
Portal Biografien |
Personensuche
# |
A |
B |
C |
D |
E |
F |
G |
H |
I |
J |
K |
L |
M |
N |
O |
P |
Q |
R |
S |
T |
U |
V |
W |
X |
Y |
Z |
?
 
Ea |
Eb |
Ec |
Ed |
Ee |
Ef |
Eg |
Eh |
Ei |
Ej |
Ek |
El |
Em |
En |
Eo |
Ep |
Eq |
Er |
Es |
Et |
Eu |
Ev |
Ew |
Ex |
Ey |
Ez
 
Ela |
Elb |
Elc |
Eld |
Ele |
Elf |
Elg |
Elh |
Eli |
Elj |
Elk |
Ell |
Elm |
Eln |
Elo |
Elp |
Elr |
Els |
Elt |
Elu |
Elv |
Elw |
Ely |
Elz
Die Liste der Biografien führt alle Personen auf, die in der deutschsprachigen Wikipedia einen Artikel haben. Dieses ist eine Teilliste mit 84 Einträgen von Personen, deren Namen mit den Buchstaben „Elb“ beginnt.

## Elb
- Elb, Carl (1817–1887), deutscher Porträt- und Genremaler
- Elb, Gretl (1917–2006), österreichische Schauspielerin
- Elb, Max (1851–1925), deutscher Unternehmer in der chemischen Industrie

### Elba
- Elba, Idris (* 1972), britischer Schauspieler, Filmproduzent und MusikerIdris Elba (* 1972)

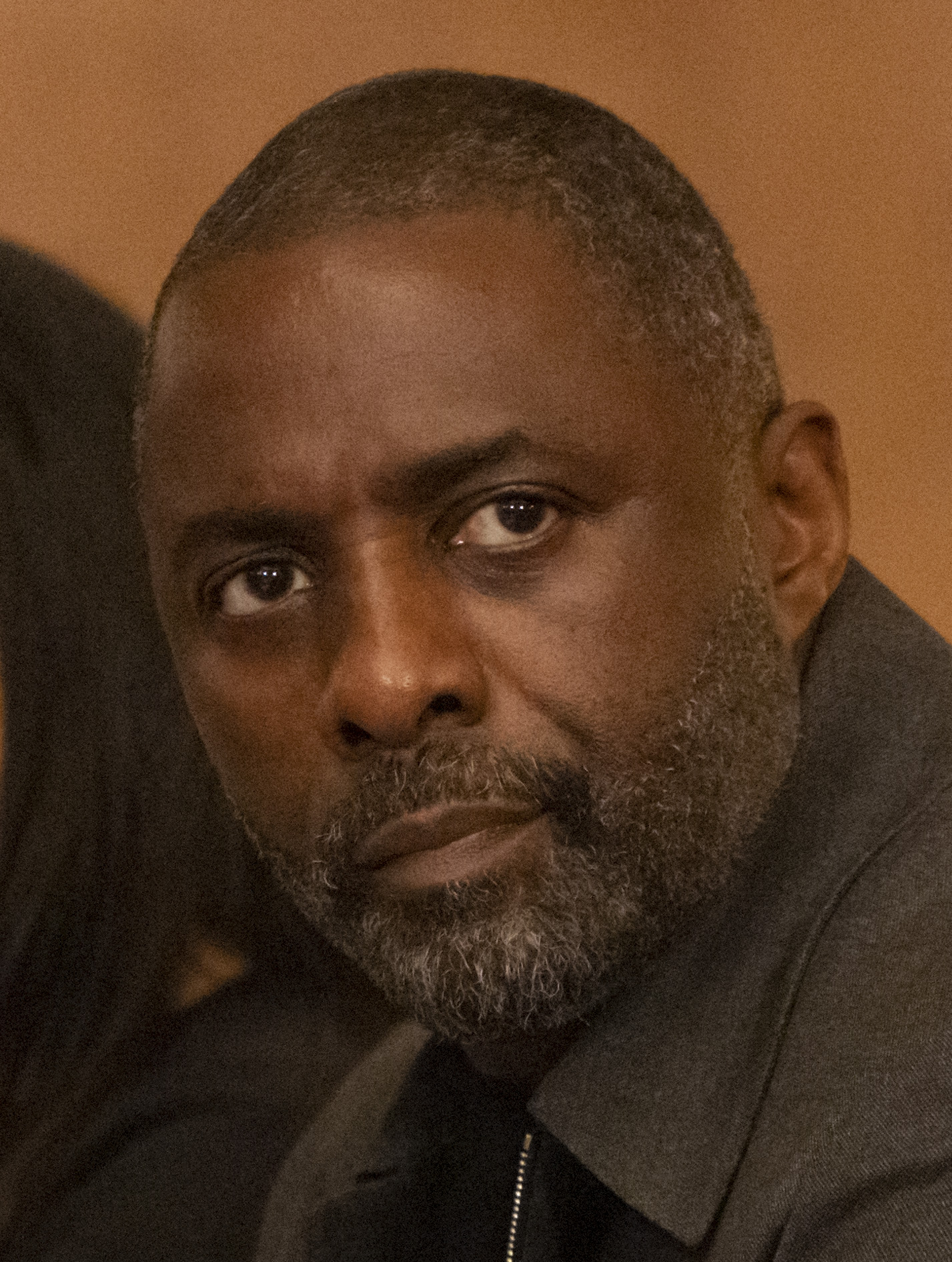
Idris Elba (* 1972)

- Elbaba, Julia (* 1994), US-amerikanische Tennisspielerin
- Elbæk, Uffe (* 1954), dänischer Politiker
- Elbakyan, Alexandra (* 1988), kasachische Programmiererin, Gründerin von Sci-Hub
- Elbau, Julius (1881–1965), deutsch-amerikanischer Journalist
- Elbauer, Johanna (1940–2015), deutsche Schauspielerin
- Elbaz, Alber (1961–2021), israelischer Modeschöpfer
- Elbaz, Stéphanie, französische Pianistin
- Elbaz, Vincent (* 1971), französischer Schauspieler

### Elbe
- Elbe, Anne-Kathrin (* 1987), deutsche Leichtathletin
- Elbe, Anne-Marie (* 1972), deutsche Sportpsychologin und Hochschullehrerin
- Elbe, Frank (1941–2022), deutscher Jurist und Diplomat
- Elbe, Ingo (* 1972), deutscher Philosoph und Sozialwissenschaftler
- Elbe, Jenny (* 1990), deutsche Dreispringerin
- Elbe, Joachim von (1902–2000), US-amerikanischer Jurist und Diplomat
- Elbe, Kurt von (1871–1957), deutscher Verwaltungsbeamter und Landrat
- Elbe, Lili (1882–1931), dänische MalerinLili Elbe (1882–1931)

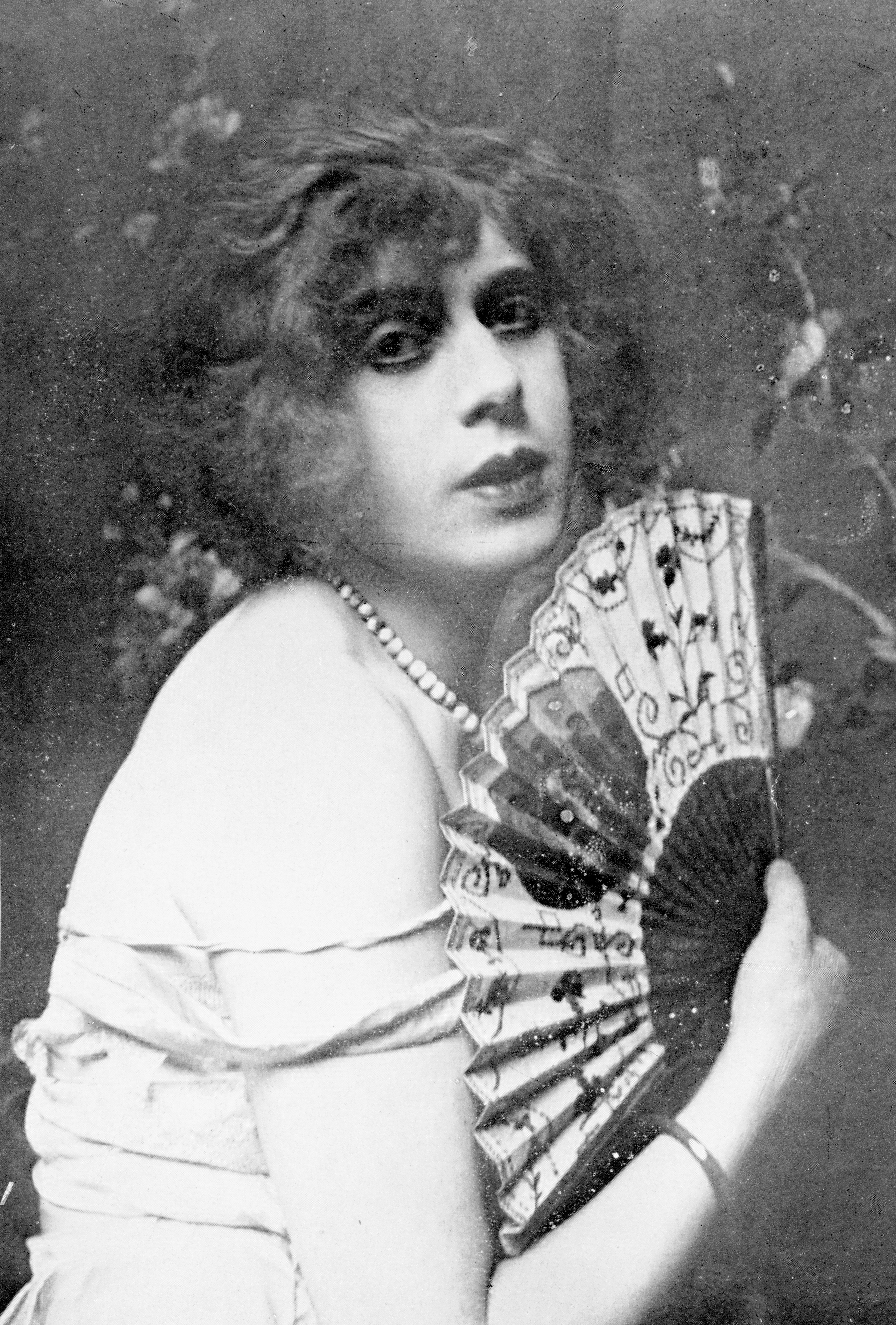
Lili Elbe (1882–1931)

- Elbe, Martin (* 1965), deutscher Wirtschaftswissenschaftler und Soziologe
- Elbé, Pascal (* 1967), französischer Schauspieler, Drehbuchautor und Filmregisseur
- Elbée, Jean du Cœur de Jésus d’ (1892–1982), französischer römisch-katholischer Ordenspriester
- Elbée, Maurice Joseph Louis Gigost d’ (1752–1794), französischer Kommandant in der Französischen Revolution
- Elbegdordsch, Tsachiagiin (* 1963), mongolischer Politiker
- Elbel, Anton (1834–1912), österreichischer Maschinenbauingenieur und Lokomotiv-Konstrukteur
- Elbel, Benjamin (1690–1756), Franziskaner und Moraltheologe
- Elbel, Herbert (1907–1986), österreichisch-deutscher Rechtsmediziner und Hochschullehrer
- Elbel, Mauritius (1730–1798), Abt des Klosters Osek
- Elbel, Thomas (* 1945), deutscher Feinmechaniker
- Elbel, Thomas (* 1968), deutscher Rechtswissenschaftler und Autor von Fantasy-Romanen
- Elben, Christian Gottfried (1754–1829), deutscher Journalist, Gründer des Schwäbischen Merkurs
- Elben, Emil (1795–1873), deutscher Journalist, Schriftleiter und verantwortlicher Redakteur beim Schwäbischen Merkur
- Elben, Gustav von (1832–1912), deutscher Jurist und Politiker
- Elben, Helga (1930–2014), deutsche Malerin, Grafikerin und Installationskünstlerin
- Elben, Ina von (1914–1980), österreichische Filmschauspielerin
- Elben, Karl (1790–1854), württembergischer Journalist
- Elben, Karl (1855–1914), württembergischer Jurist und Journalist
- Elben, Otto (1823–1899), deutscher Journalist und Politiker (DP), MdR
- Élber, Giovane (* 1972), brasilianischer FußballspielerGiovane Élber (* 1972)

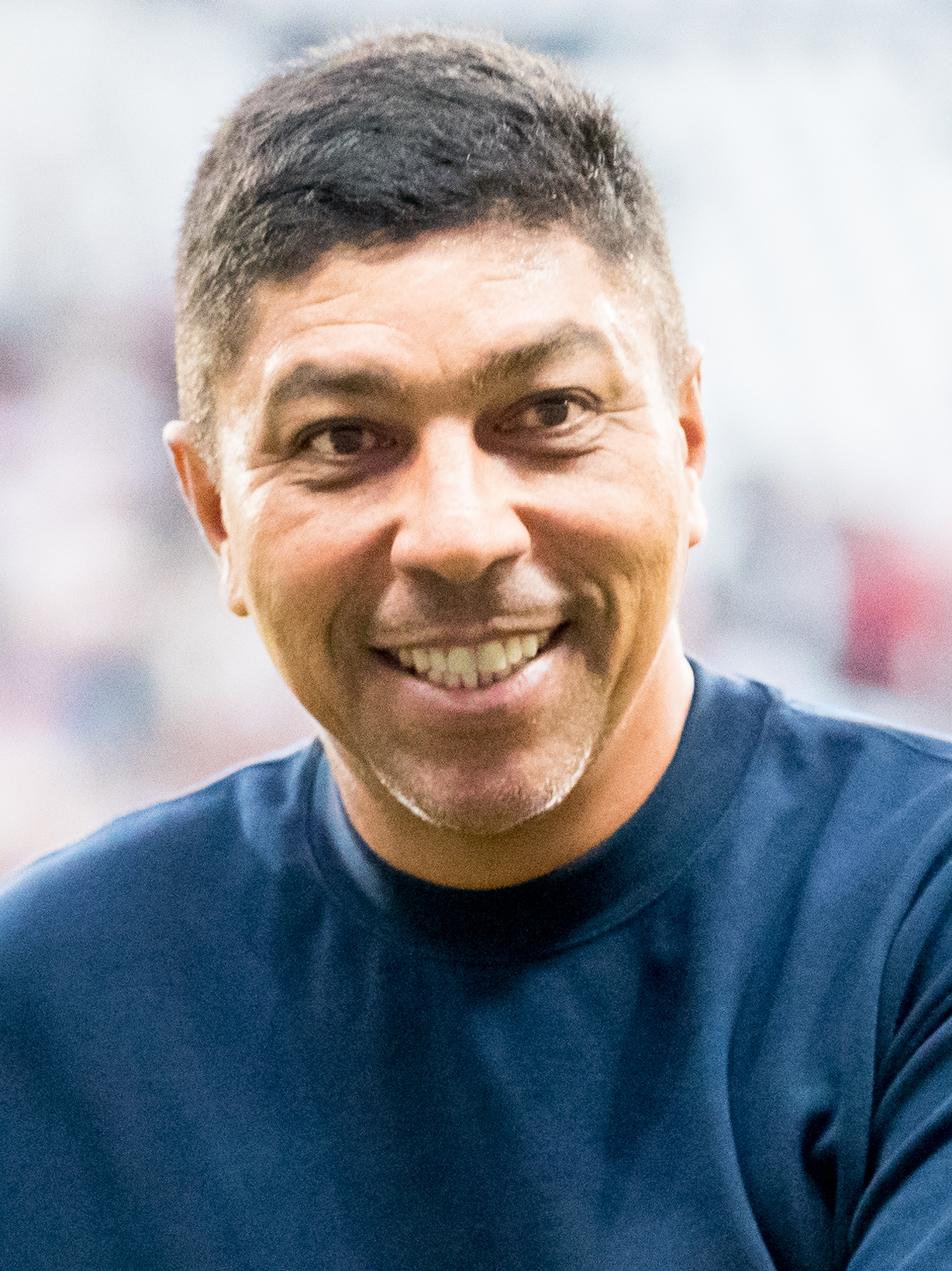
Giovane Élber (* 1972)

- Elber, Michael (* 1957), Schweizer Theaterregisseur
- Elberfeld, Horst (* 1974), deutscher Fußballspieler
- Elberfeld, Rolf (* 1964), deutscher Philosoph und Übersetzer
- Elbern, Christoph (* 1960), deutscher Autor
- Elbern, Franz (1910–2002), deutscher Fußballspieler
- Elbern, Stephan (* 1957), deutscher Althistoriker
- Elbern, Thomas (* 1960), deutscher Musiker, Produzent, Journalist und Hörfunkmoderator
- Elbern, Victor H. (1918–2016), deutscher Kunsthistoriker
- Elbers, Carl Johann I. (1768–1845), deutscher Unternehmer und Politiker
- Elbers, Carl Johann III. (1823–1882), deutscher Unternehmer und Politiker
- Elbers, Dirk (* 1959), deutscher Politiker (CDU)Dirk Elbers (* 1959)

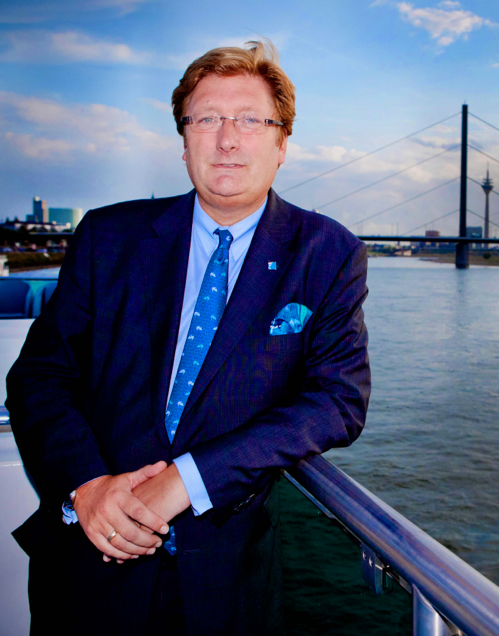
Dirk Elbers (* 1959)

- Elbers, Ferdinand (1804–1877), Bürgermeister der Stadt Hagen
- Elbers, Soetkin (* 1986), belgische Sopranistin
- Elbers, Wilhelm (1913–2000), deutscher Oberstadtdirektor
- Elberskirchen, Johanna (1864–1943), deutsche Schriftstellerin
- Elbert, Klaus (* 1960), deutscher Fußballspieler
- Elbert, Samuel (1740–1788), US-amerikanischer Händler und Gouverneur von Georgia
- Elbert, Samuel Hitt (1833–1899), US-amerikanischer Jurist und Politiker
- Elbert, Thomas (* 1950), deutscher Neuropsychologe
- Elbertzhagen, Carl Alexander (1814–1880), deutscher Beamter der preußischen Marine
- Elbertzhagen, Theodor Walter (1888–1967), deutscher Schriftsteller
- Elbeuf, Charles II. de Lorraine, duc d’ (1596–1657), kaiserlicher Feldmarschall, französischer Lieutenant-général und Pair
- Elbeuf, Charles III. de Lorraine, duc d’ (1620–1692), französischer Lieutenant-général und Pair

### Elbj
- Elbjørn, Mikkel (* 1989), dänischer Badmintonspieler

### Elbl
- Elbl, Anton (1835–1905), österreichischer Politiker
- Elble, Rolf (1916–1989), deutscher Offizier, Politologe und Militärhistoriker
- Elbling, Viktor (* 1959), deutscher Diplomat

### Elbo
- Elbogen, Eduard (1857–1931), österreichischer Talkum-Industrieller
- Elbogen, Franz (1889–1943), österreichischer Industrieller und Chansonnier
- Elbogen, Ismar (1874–1943), deutsch-jüdischer Gelehrter
- Elbogen, Lothar (1900–1941), jüdisch-österreichischer Industrieller
- Elbogen, Paul (1894–1987), österreichischer Schriftsteller und Herausgeber
- Elborg, Ela (1899–2004), deutsche Drehbuchautorin und Schauspielagentin
- Elborolossy, Omar (* 1975), ägyptischer Squashspieler
- Elbows Out, attisch-schwarzfiguriger Vasenmaler genannt, tätig (um 550/540–520 v. Chr.)

### Elbr
- Elbracht, Franz von (1764–1825), bayerischer Generalleutnant
- Elbrächter, Alexander (1908–1995), deutscher Politiker (DP, CDU), MdB, MdEP
- Elbrächter, Dirk (* 1972), deutscher Fernsehmoderator
- Elbrechter, Hellmuth (1895–1971), deutscher Journalist des Tat-Kreises
- Elbrechtz, Maren (* 1976), deutsche Filmregisseurin- und produzentin sowie Schriftstellerin
- Elbrick, Charles Burke (1908–1983), US-amerikanischer Diplomat

### Elbs
- Elbs, Benno (* 1960), österreichischer römisch-katholischer Geistlicher, Bischof von FeldkirchBenno Elbs (* 1960)

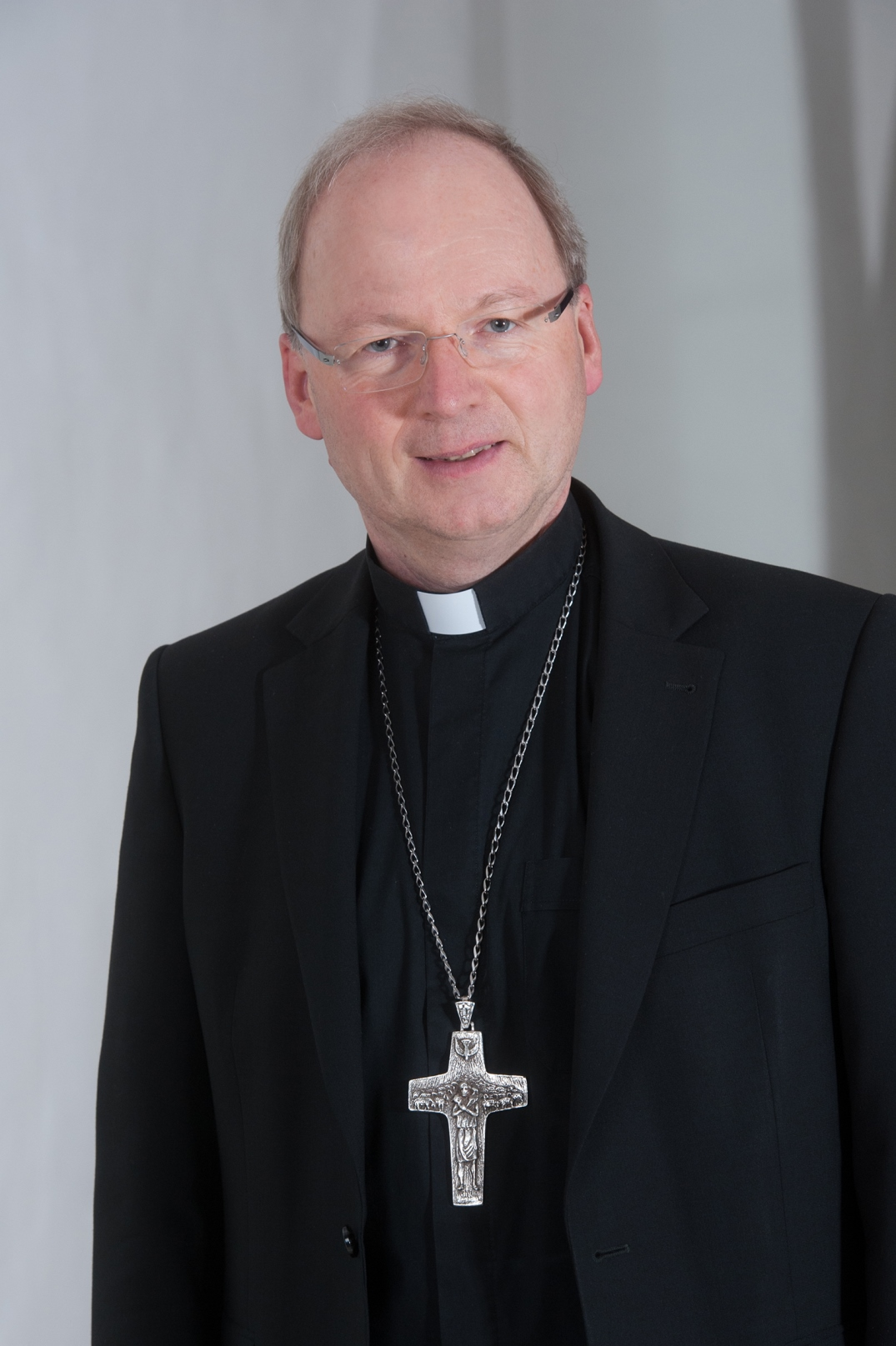
Benno Elbs (* 1960)

- Elbs, Karl (1858–1933), deutscher Chemiker

### Elby
- Elby, Brooke (* 1993), US-amerikanische Fußballspielerin